# Малка (таинство)
Малка (иначе святая закваска) — согласно учению Церквей, сохраняющих восточно-сирийский обряд (Ассирийская церковь Востока, Халдейская и Сиро-малабарская католические церкви), одно из церковных таинств. Согласно преданию данных церквей, таинство малки связано с сохранённой апостолами частицы хлеба Тайной вечери, которая была передана Фомой через Фаддея и Мария (в местной транскрипции Мар Аддаи и Мар Мари) общинам персидских христиан.
Малка представляет собой смесь пшеничной муки, соли, елея и воды. По канонам Ассирийской церкви Востока чин освящения закваски должен совершаться епископом в Великий четверг. В настоящее время освящение малки исключительно епископом сохранилось только в Сиро-малабарской церкви, а в Халдейской и Ассирийской церквах малку освящают приходские священники. Чин освящения совершается на алтаре и представляет собой подобие анафоры с анамнесисом и эпиклезой; с вновь освящённой закваской смешиваются остатки прежней. Частица святой закваски обязательно добавляется перед выпечкой в каждый хлеб, предназначенный для совершения евхаристии; таким образом, утверждается, что в каждом евхаристическом хлебе буквально присутствует частица хлеба Тайной вечери.
Самое раннее упоминание о святой закваске принадлежит католикосу Иоханнану IV бар Абгару (900—905), а таинством её впервые назвал богослов Абдишо (умер в 1318 году). Однако ещё младший современник последнего католикос Тимофей II (1318—1332) отрицал апостольское происхождение чина закваски и не включал его в число таинств. В 2001 году синод Ассирийской церкви Востока утвердил перечень семи таинств (крещение, евхаристия, священство, миропомазание, покаяние (без исповеди), святая закваска (малка) и крестное знамение) в том виде, в каком его видел Абдишо; малка, тем самым, окончательно признана одним из таинств.